# Wayne Hicks
Wayne Wilson Hicks (né le 9 avril 1937 à Aberdeen, dans l'État de Washington, aux États-Unis) est un joueur professionnel américain de hockey sur glace qui évoluait au poste d'ailier droit.

## Biographie
Hicks commence sa carrière professionnelle en 1956 dans la Western Hockey League, avec les Stampeders de Calgary, avec lesquels il joue jusqu'en 1959. Après une saison dans l'Eastern Professional Hockey League sous les couleurs des Thunderbirds de Sault-Sainte-Marie, il joue un match de séries éliminatoires avec les Black Hawks de Chicago et devient membre de leur club-école, les Bisons de Buffalo, dès l'année suivante. 
En 1961, il prend part à une rencontre de saison régulière avec les Black Hawks ainsi qu'un match lors de la finale de la Coupe Stanley remportée par l'équipe de Chicago. Ce match joué en finale lui permet d'être officiellement reconnu comme champion de la Coupe Stanley.
Il est le premier joueur américain à avoir joué pour les Flyers de Philadelphie en disputant le match inaugural de la franchise, le 11 octobre 1967, contre les Seals de la Californie. Il est le premier joueur à avoir marqué au Madison Square Garden, lors d'un match contre les Rangers de New York, le 18 février 1968.
Lui et son fils Alex, sont le premier couple père/fils à avoir joué pour les Penguins de Pittsburgh.

## Statistiques
| Saison     | Équipe                             | Ligue      |     | Saison régulière | Saison régulière | Saison régulière | Saison régulière | Saison régulière |   | Séries éliminatoires | Séries éliminatoires | Séries éliminatoires | Séries éliminatoires | Séries éliminatoires |
| Saison     | Équipe                             | Ligue      | PJ  | B                | A                | Pts              | Pun              | PJ               | B | A                    | Pts                  | Pun                  |                      |                      |
| 1956-1957  | Stampeders de Calgary              | WHL        | 4   | 0                | 0                | 0                | 0                | -                | - | -                    | -                    | -                    |                      |                      |
| 1957-1958  | Stampeders de Calgary              | WHL        | 60  | 7                | 14               | 21               | 19               | 14               | 0 | 1                    | 1                    | 6                    |                      |                      |
| 1958-1959  | Stampeders de Calgary              | WHL        | 64  | 15               | 20               | 35               | 41               | 8                | 1 | 2                    | 3                    | 5                    |                      |                      |
| 1959-1960  | Thunderbirds de Sault-Sainte-Marie | EPHL       | 69  | 30               | 47               | 77               | 64               | -                | - | -                    | -                    | -                    |                      |                      |
| 1959-1960  | Black Hawks de Chicago             | LNH        | -   | -                | -                | -                | -                | 1                | 0 | 1                    | 1                    | 0                    |                      |                      |
| 1960-1961  | Bisons de Buffalo                  | LAH        | 72  | 20               | 35               | 55               | 57               | 4                | 2 | 2                    | 4                    | 6                    |                      |                      |
| 1960-1961  | Black Hawks de Chicago             | LNH        | 1   | 0                | 0                | 0                | 0                | 1                | 0 | 0                    | 0                    | 2                    |                      |                      |
| 1961-1962  | Stampeders de Calgary              | WHL        | 4   | 1                | 0                | 1                | 0                | -                | - | -                    | -                    | -                    |                      |                      |
| 1961-1962  | Bisons de Buffalo                  | LAH        | 70  | 22               | 42               | 64               | 74               | 11               | 3 | 3                    | 6                    | 8                    |                      |                      |
| 1962-1963  | Bruins de Boston                   | LNH        | 65  | 7                | 9                | 16               | 14               | -                | - | -                    | -                    | -                    |                      |                      |
| 1963-1964  | Bruins de Boston                   | LNH        | 2   | 0                | 0                | 0                | 0                | -                | - | -                    | -                    | -                    |                      |                      |
| 1963-1964  | As de Québec                       | LAH        | 70  | 36               | 42               | 78               | 30               | 9                | 4 | 2                    | 6                    | 12                   |                      |                      |
| 1964-1965  | As de Québec                       | LAH        | 72  | 38               | 47               | 85               | 52               | 5                | 1 | 0                    | 1                    | 2                    |                      |                      |
| 1965-1966  | As de Québec                       | LAH        | 72  | 32               | 49               | 81               | 24               | 6                | 0 | 0                    | 0                    | 0                    |                      |                      |
| 1966-1967  | As de Québec                       | LAH        | 72  | 31               | 60               | 91               | 34               | 5                | 1 | 2                    | 3                    | 2                    |                      |                      |
| 1967-1968  | Penguins de Pittsburgh             | LNH        | 15  | 4                | 7                | 11               | 2                | -                | - | -                    | -                    | -                    |                      |                      |
| 1967-1968  | As de Québec                       | LAH        | 13  | 4                | 9                | 13               | 13               | -                | - | -                    | -                    | -                    |                      |                      |
| 1967-1968  | Flyers de Philadelphie             | LNH        | 32  | 2                | 7                | 9                | 6                | -                | - | -                    | -                    | -                    |                      |                      |
| 1968-1969  | Clippers de Baltimore              | LAH        | 65  | 33               | 36               | 69               | 55               | -                | - | -                    | -                    | -                    |                      |                      |
| 1969-1970  | Clippers de Baltimore              | LAH        | 64  | 14               | 21               | 35               | 58               | 3                | 0 | 0                    | 0                    | 0                    |                      |                      |
| 1970-1971  | Golden Eagles de Salt Lake         | WHL        | 8   | 1                | 3                | 4                | 5                | -                | - | -                    | -                    | -                    |                      |                      |
| 1970-1971  | Roadrunners de Phoenix             | WHL        | 67  | 29               | 32               | 61               | 36               | 10               | 1 | 8                    | 9                    | 2                    |                      |                      |
| 1971-1972  | Roadrunners de Phoenix             | WHL        | 69  | 17               | 31               | 48               | 59               | 6                | 3 | 3                    | 6                    | 2                    |                      |                      |
| 1972-1973  | Roadrunners de Phoenix             | WHL        | 67  | 17               | 33               | 50               | 31               | 10               | 4 | 12                   | 16                   | 4                    |                      |                      |
| 1973-1974  | Roadrunners de Phoenix             | WHL        | 72  | 27               | 32               | 59               | 23               | 9                | 4 | 5                    | 9                    | 4                    |                      |                      |
| Totaux LNH | Totaux LNH                         | Totaux LNH | 115 | 13               | 23               | 36               | 22               | 2                | 0 | 1                    | 1                    | 2                    |                      |                      |